# Lepanthes alopex
Lepanthes alopex är en orkidéart som beskrevs av Carlyle August Luer och Alexander Charles Hirtz. Lepanthes alopex ingår i släktet Lepanthes och familjen orkidéer. Inga underarter finns listade i Catalogue of Life.